# Liannet Borrego
Liannet Borrego (née Liannet Borrego Jímenez, le 28 janvier 1988 à La Havane à Cuba) est une actrice cubaine.

## Biographie
Liannet Borrego est née à La Havane à Cuba. Son père est Antonio Borrego et sa mère Marta Jiménez. Ils se sont rendu compte que Liannet avait un don. C'est pourquoi qu'à lâge de 5 ans, elle intègre une classe de ballet, de flamenco, de mannequinat et la comédie. Elle intègre ensuite peu de temps après les meilleures écoles d'arts scéniques de Cuba.
En 2000, sa famille décide d'émigrer à Miami en Floride qui devient son nouveau pays. Ses parents continuent à la former artistiquementvia des écoles de théâtre, de mannequinat et de danse. À l'âge de 12 ans, elle est inscrite à l'école de ballet de Martha Mahr où elle gagne une bourse.
Elle gagne également de nombreux concours de beauté comme Miss Teen Cuban American et Best Face Miss Teen Cuban American. En même temps, Liannet fait des études supérieures à l'université Miami springs senior high school où elle est la capitaine d'une importante équipe de danse chorégraphique Equipo de chicas de oro. Elle obtient un diplôme pour ses performances mais elle décide de s'orienter vers sa grande passion et son rêve : être actrice.

## Carrière
Elle travaille pour des sociétés de productions comme Venevisión, Telemundo et Nickelodeon. Elle fait ses débuts d'actrice dans Soñar no cuesta nada (2005), Mi vida eres tú (2006), Acorralada (2006), Mi Querido Profe (2007), Isla Paraíso (2007), Amor comprado (2007). Elle fait une incursion sur le marché anglo-saxon en février 2008 dans le film de Bollywood Dostana, Especies Of The Universe (court-métrage de 2008), La Escena maduros (court-métrage de 2008), La venganza de risa es (film d'horreur de 2008). Mais elle doit sa popularité à son personnage de Milady Margarita dans El fantasma de Elena où une jeune et belle servante qui tombe amoureuse de Michel, le jeune homme de la famille fortunée.
En mars 2008 elle défile pour le styliste Andrew Christian. Elle apparaît aussi dans des videos de MJ Con Sean Kingston et de Nelly, Arcangel. Ces videoclips sont diffusés dans de nombreuses émissions de télévision hispanophones en EE. UU.

## Filmographie

### Telenovelas
- 2005 : Soñar no cuesta nada (Venevision) : Marlene
- 2006 : Mi vida eres tú (Venevision) : Pilar Reyes
- 2006 : Acorralada (Venevision) : Nancy Suarez
- 2007 : Mi Querido Profe (Venevision) : Maritza
- 2007 : Isla Paraíso (Venevision) : Jeidi
- 2007 : Amor comprado (Venevision) : Verónica Montero
- 2009 : Pecadora (Venevision) : Reyna
- 2010 : El fantasma de Elena (Telemundo) : Milady Margarita
- 2011 : Grachi (Nickelodeon Latinoamerica) : Cussy Canosa
- 2011 : Mi corazón insiste (Telemundo) : Verónica Alcázar
- 2011 : Estilos Robados (Web Novela) : Isabella Reyes
- 2011-2012 : Una maid en Manhattan (Telemundo) : Sylvia
- 2012 : Secreteando (Telemundo) : Sofía
- 2013 : Pasión prohibida (Telemundo) : Katia
- 2015 : La mujer de la noche (Telemundo) : Mariana

### Films
- 2008 : Dostana Bollywood movie
- 2008 : Species Of The Universe (cortometraje)
- 2008 : The Ripe Scene (cortometraje)
- 2018 : Traîné sur le bitume (Dragged Across Concrete) de S. Craig Zahler : Rosalinda

## Nominations et récompenses
- 2002 : El Concurso hija más bella
- 2002 : Dancing Contest Sábado Gigante
- 2003 : Miss Teen Cubano-Americana
- 2003 : Mejor Rostro Miss Teen Cubano-Americana
- 2003 : Concurso de Belleza Sábado Gigante
- 2005 : Miss Hispanidad